# Emblyna mariae
Emblyna mariae är en spindelart som beskrevs av Chamberlin 1948. Emblyna mariae ingår i släktet Emblyna och familjen kardarspindlar. Inga underarter finns listade i Catalogue of Life.